# Biniferri
Biniferri, o Buniferri, és una petita possessió del terme municipal de Llucmajor, Mallorca, situada al sud de la serra de Galdent, devora el cementiri municipal. Antiga alqueria musulmana en el Llibre del Repartiment de Mallorca tocà a Ramon de Santmartí. Tenia una torre de defensa.
Aquest topònim prové de Bini, que significa fills de, o família de, seguit d'un antropònim romànic (ferri), seria per tant Fills de Ferro.

## Construccions
La casa de la possessió està articulada en forma de "U" amb carrera i voravia davanteres. Integra l'habitatge humà i les següents dependències agropecuàries: pallisses, sestadors, portasses, un forn i altres d'ús indeterminat. A la pallissa hi ha un rellotge de sol. De forma aïllada entorn del bloc principal de cases se situen altres dependències per a usos agrícola-ramaders: solls, una portassa i un molí de vent fariner. Com a instal·lacions hidràuliques ubicades també de forma aïllada hi ha un aljub i cisternes.
L'habitatge humà té dues altures, planta baixa i pis superior. La seva façana principal està orientada al sud-est, té un rellotge de sol, i distribueix les obertures simètricament: Al centre de la planta baixa s'obri el portal d'entrada, que és d'arc de mig punt amb dovelles i carcanyols, a un costat del portal se situa una finestra allindanada amb ampit motllurat. Al pis superior hi ha una finestra balconera flanquejada per dues finestres, totes tres allindanades i amb ampit motllurat.